# Neoklassizismus (Ballett)
Der Neoklassizismus im Ballett ist eine Reformbewegung seit den 1930er-Jahren, die hauptsächlich von dem Choreografen George Balanchine begründet wurde. 
Der Neoklassizismus im Ballett berührt sich insoweit mit dem musikalischen Neoklassizismus, als er in seiner Frühzeit mit der Musik Igor Strawinskis und den Ballets Russes verbunden war. Balanchines Apollon musagète (1928) wird oft als erstes neoklassisches Ballett bezeichnet.
In der Ballettgeschichte gilt die Zeit von der Mitte bis zum Ende des 19. Jahrhunderts als Klassik. Mit antiken Stoffen und Figuren hat diese Klassik nichts zu tun, eher mit den Märchenstoffen und Fabelwesen von Giselle oder Schwanensee. Die Wiederentdeckung der Antike war seit etwa 1900 möglich, weil sie nicht mehr unbedingt mit dem allegorischen Tanz im (exklusiven und antibürgerlichen) Hoftheater des 16. bis 18. Jahrhunderts assoziiert wurde, von dem sich der Tanz des 19. Jahrhunderts losgesagt hatte. 
Die künstlerischen Absichten des neoklassischen Balletts sind anders gelagert als in der musikalischen Stilrichtung gleichen Namens: Er verstand sich als Reform der „klassischen“ Balletttechniken und des Handlungsballetts. Im Neoklassizismus wurden durchaus nicht die Stilmittel des Hoftanzes aufgefrischt, sondern die Tradition des romantischen Handlungsballetts neu belebt. Eine solche Reform schien manchen Tänzern und Choreografen nötig, weil die Neuerungen des Ausdruckstanzes beziehungsweise des Modern Dance gegenüber dem Repertoire zunehmenden Einfluss gewannen. Gegenüber den Märchenhandlungen und dem Ausstattungszauber der klassischen Repertoireballette setzte der Neoklassizismus zumindest anfänglich auf eine nüchterne, puristische, abstraktere Ästhetik. 
Bedeutende Vertreter neben Balanchine sind Frederick Ashton, Bronislava Nijinska oder Jerome Robbins. Eine besondere Stellung innerhalb der neoklassizistischen Ballettmusik hat Sergei Sergejewitsch Prokofjews Romeo und Julia (1936), die zahlreiche choreografische Umsetzungen fand.
Nachdem sich die Antipoden Balanchine und Martha Graham, die den Modern Dance entwickelt hatte, in einer gemeinsamen Produktion (Episodes, 1959) wieder angenähert hatten, folgte eine neue Generation des Neoklassizismus, zu der etwa John Cranko, Maurice Béjart und Kenneth MacMillan gehören. Bis heute gibt es Strömungen des Neoklassizismus als Gegengewicht zu den Modernisierungsbestrebungen des Tanztheaters.